# RGB (radio)
Pour les articles homonymes, voir RGB.
 (février 2023).
RGB99.2 est une radio locale basée à Cergy, créée en 1982 à la suite d'une fusion entre Radio Ginglet et Radio la Boucle. Elle propose de nombreuses émissions animées en grande majorité par des bénévoles, et fait une large place à l'actualité locale grâce des permanents salariés.

## Fréquence
RGB99.2 émet depuis Cergy-Pontoise dans le Val-d'Oise sur le 99.2 FM dans le Val d'Oise.

## Histoire[1]

### 1981: Radio Ginglet et Radio la Boucle
La station RGB99.2 est créée à la suite d'un regroupement entre deux radios du Val-d'Oise : Radio Ginglet et Radio la Boucle.
Créée en 1981, les deux stations émettaient depuis l'agglomération de Cergy-Pontoise. Le Ginglet (identité locale) est un vin que l'on déguste à l'occasion de la Foire Saint-Martin à Pontoise. La boucle fait référence à la boucle de l'Oise.
Les studios de Radio Ginglet étaient, au départ, à la MJC de Saint-Ouen-L'Aumône, tandis que Radio la Boucle émettait depuis Eragny puis Cergy. Plus précisément, Radio Ginglet, avant d'être implantée à la MJC de St Ouen l'Aumône, émettait à partir d'une maison privée d'un habitant sur les hauteurs de cette commune. Le studio, très sommaire à cette époque-là, se situait dans un sous-sol aménagé. Les deux principaux animateurs étaient connus pour faire des soirées (témoignage du propriétaire de cette maison -Didier M- avec photo d'un journal de l'époque - 1981).
À cette époque, les radios étaient considérées comme « radios pirates » sur la bande FM. Il fallait obtenir un émetteur fabriqué discrètement dans une boite en métal renfermant le précieux circuit d'émission. L'antenne était placée sur le toit de la maison qui accueillait la radio.

### 1982: Naissance de Radio Ginglet la Boucle (abrégé RGB.99.2)
Pour ne pas disparaître comme de nombreuses radios libres à la libéralisation des ondes, les deux stations décident de se regrouper pour ne former qu'une seule radio. Ainsi est née « Radio Ginglet La Boucle » (abrégé RGB). Pour qu'il n'y ait aucune confusion ni avec le système de codage des couleurs primaires (en anglais), ni avec RGB : Radio Grand Brive, il est décidé d'accoler la fréquence au nom de la radio : RGB99.2.
La radio s'installe à Cergy, à la maison de quartier puis à l'école des Touleuses, où elle sera hébergée pendant 20 ans.

### 2002: Déménagement et professionnalisation
À l'occasion de ses vingt années d'existence, RGB99.2 (« Radio Ginglet La Boucle ») se professionnalise. L'équipe est alors composée de 3 salariés : un directeur d'antenne, un permanent technique et un(e) journaliste, entouré de plusieurs dizaines de bénévoles.
Si elle reste à Cergy, la radio déménage dans le quartier de la Préfecture (aujourd'hui appelé Grand-Centre), en voisinage de la salle d'exposition du Carreau, ses locaux actuels.

### 2022 / 2025: Le défi de la quarantaine
Les 40 ans de l'association marque le début d'un vaste chantier pour son ancrage local et la nécessité de mieux communiquer auprès des cergypontains et des valdoisiens. 
La radio commence par un renouvellement de sa playlist musicale et son habillage afin de rafraîchir son antenne puis de son logo et son identité visuelle. La radio définit aussi plus clairement ses missions d'utilité sociale via un site internet complètement repensé.
Elle s'inscrit ainsi dans une démarche d'économie sociale et solidaire. 
La dernière phase de ce chantier est le renouvellement du matériel et la rénovation de sa régie et de son studio.
Ces travaux permettront à RGB d'integrer en 2026 la nouvelle maison de quartier Cergy Grand-Centre, et appuyer sa proximité avec les cergypontains en tant que média local.

## Statut
RGB99.2 est une radio associative généraliste. Elle est membre de la FRADIF (Fédération des radios associatives d'Ile-de-France) et de la CNRA (Confédération Nationale des Radios Associatives).